# Gregor Schnitzler
Gregor Schnitzler (* 1964 in West-Berlin) ist ein deutscher Regisseur. Bekannt wurde er vor allem durch sein Kinodebüt mit dem Spielfilm Was tun, wenn’s brennt? (2002) sowie der Verfilmung des Dramas Die Wolke (2006) von Gudrun Pausewang.

## Leben und Wirken

### Kindheit und Jugend
Als zweites Kind von Christa Schnitzler-Runge und Conrad Schnitzler wuchs Schnitzler in Berlin auf. Er studierte Gesellschafts- und Kommunikationswissenschaften an der Hochschule der Künste in Berlin.

### Berufliche Tätigkeit
Schnitzler studierte Gesellschafts- und Kommunikationswissenschaften an der HdK in Berlin. Er arbeitete einige Jahre als Standfotograf und begann dann 1990 seine Karriere als Regisseur von Musikvideos und Werbespots, von denen er bis 1997 insgesamt 65 Stück realisierte. 1994 drehte Gregor Schnitzler mit einer Folge der RTL-Serie Im Namen des Gesetzes erstmals ein längeres dramatisches Format. In den folgenden vier Jahren folgten sieben weitere Episoden. Hinzu kamen 1998 und 1999 zwei Fernsehfilme der ZDF-Samstag-Abend-Krimireihe T.E.A.M. Berlin und 1999 die Folge Gefährliche Vaterschaft aus der RTL-Serie Balko.
Mit Eleni Ampelakiotou hatte er bereits 1991 und 1992 die Kurzfilme Das Fenster und Sonntage inszeniert. Gemeinsam mit der Regisseurin drehte er auch den Kinofilm Finnlandia (2001), der weltweit auf Festivals Beachtung fand. Genau wie Was tun, wenn’s brennt?, der im Jahr 2001 den Publikumspreis auf dem Kinofest Lünen gewann. Mit Soloalbum, der Verfilmung von Benjamin von Stuckrad-Barres Kultroman, konnte Gregor Schnitzler 2003 Publikum und Kritik gleichermaßen begeistern. 2005 adaptierte er den Roman Die Wolke von Gudrun Pausewang für die Kinoleinwand, der 2007 den Bayerischen Filmpreis für den besten Jugendfilm erhielt.
Schnitzler ist Mitglied im Bundesverband Regie (BVR).

#### Filmtechnik und Symbolismen
Unter Filmkritikern erregte Schnitzler Aufmerksamkeit durch die symbolische Destruktion von Alltagsgegenständen im szenischen Mittelgrund in einigen seiner Werke. So stellt die Verwendung einer umfallenden Vase in Schlüsselszenen bestimmter Spielfilme eine symbolische Klimax dar. Diese Askosentechnik (vgl. Askos) lässt eine Mehrzahl an Interpretationsansätzen zu.

## Filmografie
- 1991: Das Fenster (Kurzfilm) – Buch und Regie mit Eleni Ampelakiotou
- 1992: Sonntage (Kurzfilm) – Buch und Regie mit Eleni Ampelakiotou
- 1994–1998: Im Namen des Gesetzes (8 Folgen, Fernsehserie)
- 1997: T.E.A.M. Berlin – Unternehmen Feuertaufe (Fernsehserie)
- 1998: T.E.A.M. Berlin – Tödlicher Wind
- 1999: Balko – Gefährliche Vaterschaft (Fernsehserie)
- 2001: Finnlandia – Co-Regie: Eleni Ampelakiotou
- 2002: Was tun, wenn’s brennt?
- 2002: Soloalbum
- 2003: Doppelter Einsatz – Tödliche Wahrheit (Fernsehserie)
- 2004: Doppelter Einsatz – Der Fluch des Feuers
- 2006: Die Wolke
- 2007: Die Hitzewelle – Keiner kann entkommen (Fernsehfilm)
- 2007: Ich bin eine Insel (Fernsehfilm)
- 2008: Tatort – Das schwarze Grab (Fernsehreihe)
- 2010: Tatort – Der Schrei
- 2011: Resturlaub, nach dem gleichnamigen Roman
- 2013: Spieltrieb, nach dem gleichnamigen Roman
- 2014: Das Lächeln der Frauen (Fernsehfilm), nach dem gleichnamigen Roman
- 2015: Mein Sohn Helen (Fernsehfilm)
- 2016: Tatort – Der treue Roy
- 2017: Tatort – Level X
- 2017: Kilimandscharo – Reise ins Leben
- 2018: Bella Germania
- 2019: Lotte am Bauhaus (Fernsehfilm)
- 2021: Die Schule der magischen Tiere